# Vittjärnen (Borgsjö socken, Medelpad)
Vittjärnen är en sjö i Ånge kommun i Medelpad och ingår i Ljungans huvudavrinningsområde. Sjön har en area på 0,0605 kvadratkilometer och ligger 436 meter över havet.

## Delavrinningsområde
Vittjärnen ingår i det delavrinningsområde (691810-150074) som SMHI kallar för Inloppet i Gällsjön. Medelhöjden är 421 meter över havet och ytan är 15,28 kvadratkilometer. Det finns inga avrinningsområden uppströms utan avrinningsområdet är högsta punkten. Granån som avvattnar avrinningsområdet har biflödesordning 2, vilket innebär att vattnet flödar genom totalt 2 vattendrag innan det når havet efter 112 kilometer. Avrinningsområdet består mestadels av skog (96 procent). Avrinningsområdet har 0,23 kvadratkilometer vattenytor vilket ger det en sjöprocent på 1,5 procent.